# Hari Kostov
Hari Kostov, makedonsky Хари Костов (* 13. listopad 1959) je severomakedonský bankéř, který byl roku 2004 krátce premiérem Severní Makedonie a v letech 2002–2004 ministrem vnitra v sociálnědemokratické vládě Branka Crvenkovskiho.
Ve funkci mj. čelil pokusu pravicových stran zmařit decentralizaci země, která byla součástí mírového procesu (započatého tzv. Ochridskou rámcovou smlouvou), a která dala makedonským Albáncům, již tvoří asi čtvrtinu obyvatelstva, značnou autonomii. Kampaní se mu podařilo odvrátit úspěch referenda, které pravice prosadila. Nakonec ale paradoxně podal demisi kvůli sporům mezi etnickými Makedonci a Albánci ve své vládě.